# Malajzia vasúti közlekedése

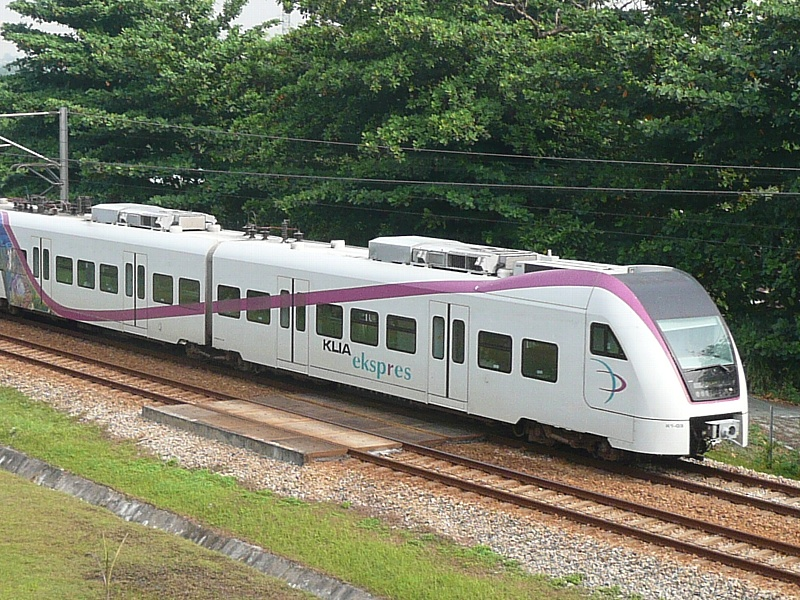
Villamos motorvonat Malajziában

Malajzia vasúthálózatának hossza 1849 km, ebből 57 km 1435 mm nyomtávú (57 km villamosított), 1792 km pedig 1000 mm nyomtávú (150 km villamosított). Az országban található városi gyorsvasút, sikló és normál vasút is. Kuala Lumpurból gyorsvasút vezet a nemzetközi repülőtérre. Az első vasútvonal 1885. június 1-jén nyílt meg.

## Üzemeltetők
- Keretapi Tanah Melayu Berhad
- Sabah State Railway Department
- Express Rail Link Sdn Bhd
- RapidKL
- KL Monorail Sdn Bhd
- Malaysia Airports (Sepang) Berhad
- Penang State Government

## Vasúti kapcsolata más országokkal
- Thaiföld - igen
- Szingapúr - igen
- Brunei - nincs
- Indonézia - nincs